# Anacanthobatis nanhaiensis
Espèce
Statut de conservation UICN

 DD  : Données insuffisantes
Anacanthobatis nanhaiensis (anciennement Springeria nanhaiensis) est une espèce de raie du genre Anacanthobatis de l'ouest de l'Océan Pacifique.

## Référence
- Chu, Meng, Hu & Li : Description of four new species, a new genus and a new family of elasmobranchiate fishes from deep sea of the South China Sea. Oceanologia et Limnologia Sinica, 12-2 p. 103-116.